# Ernst Jünger
Ernst Jünger   (Heidelberg, 29 de març de 1895 - Riedlingen, 17 de febrer de 1998) va ser un escriptor, filòsof, novel·lista i historiador alemany.

## Biografia
Els seus pares foren el doctor Ernst George Jünger, professor de química, i Lily Karoline. Ernst s'uní el 1911 als Wandervögel, un moviment juvenil que sostenia principis radicals posteriorment adoptats pel moviment hippie, extremava l'esperit de la natura i la recerca dels boscos així com el respecte absolut per la vida animal. A més, a diferència d'aquests, tenyia el seu ideari d'una glorificació de la nació alemanya.
El 1913 —amb 18 anys— va allistar-se a la legió estrangera francesa, i va ser destinat a l'Àfrica. Aquesta experiència el marcà per sempre i va despertar la seva passió per la guerra. Així, quan esclatà la Primera Guerra Mundial, Jünger va ser un dels primers a allistar-se. Va obtenir el 1918, poques setmanes abans de la fi de la guerra, la condecoració més alta que podia concedir l'Imperi alemany, "Pour le Mérite", coneguda informalment com a "Blauer Max" al mèrit militar. En el moment de la seva mort, l'any 1998, n'era el darrer titular viu.
Fruit d'aquesta experiència fou la publicació —amb tan sols 25 anys— dels seus records de la guerra al llibre Tempestes d'acer, un cant a la guerra pel que té d'"experiència interior", en què malgrat això ni rebutja ni atenua la brutalitat de la guerra, i que el va catapultar a la fama.
Entre la Primera Guerra Mundial i la Machtergreifung de Hitler, Jünger formà part de l'òrbita d'un complex corrent polític i cultural anomenat Konservative Revolution o 'revolució conservadora alemanya', del qual formaren part, a més d'altres grups, autors com Ernst von Salomon, Werner Sombart, Carl Schmitt o Oswald Spengler. Algunes de les característiques més importants que van definir la Konservative Revolution van ser el seu nacionalisme de dreta, el rebuig del liberalisme noucentista, de la Revolució Francesa o la influència d'autors com Friedrich Nietzsche. Dins d'aquest corrent, Jünger publicà llibres com La guerra com a experiència interior, La mobilització general o El treballador.
Malgrat el to nacionalista innegable de l'obra de Jünger durant aquesta època i el matís "d'elits", l'absència d'antisemitisme portà Jünger el 1933 a rebutjar el nacionalsocialisme, a no acceptar l'ingrés a l'Acadèmia de Poesia Alemanya, purgada feia poc per la Gestapo, i se n'anà a viure a Goslar, a les muntanyes del Harz, i després a Überlingen.
El 1934, prohibeix al periòdic del partit nazi que continuï utilitzant i manipulant els seus escrits, i rebutjà també ocupar un lloc al Reichstag; mentrestant, publica Blätter und Steine (Fulles i pedres), la seva primera crítica al racisme feixista. Realitzà viatges a Noruega, el 1935; el 1936 al Brasil, Canàries i Marroc; el 1937 a París, on va trobar-se amb André Gide i Julien Green, i el 1939 es traslladà a Kirchhorst, a la Baixa Saxònia.
Jünger passà una part de la Segona Guerra Mundial com a militar al París ocupat, on a partir del 1941 freqüentà els salons literaris i de fumadors d'opi, així com la bohèmia parisenca; es deixà convidar pels oficials que començaven a rebel·lar-se contra Adolf Hitler i salvà la vida a tants jueus represaliats com va poder. «L'uniforme, les condecoracions i la brillantor de les armes, que tant he estimat, em produeixen repugnància», anotà al seu diari en assabentar-se de l'extermini progressiu dels jueus.
El 1942 fou enviat al front rus i, el 1944, després del fracassat atemptat contra Hitler —en el qual participà— dimiteix del seu càrrec a l'exèrcit. Durant la postguerra, els seus llibres foren prohibits fins al 1949, però malgrat això aconseguí publicar Der Frieden (La pau) el 1946 a Amsterdam, el 1947 Atlantische Fahrt (Viatge atlàntic) i, un any més tard, Aus der goldenen Muschel (La petxina d'or). La prohibició de les seves publicacions el 1949 fou provocada per negar-se a omplir un formulari sobre la desnazificació a la zona d'ocupació britànica. Llavors, es traslladà a Ravensburg, a la zona d'ocupació francesa.
Des dels anys cinquanta, quan establí amistat amb Albert Hofmann, el creador de l'LSD, alguns dels llibres de Jünger tractaren de manera directa o indirecta l'experiència psicodèlica. El 1952, després de la seva primera experiència amb l'LSD, escrigué Besuch auf Godenholm (Visita a Godenholm), i la seva publicació coincidí amb l'aparició de Les portes de la percepció d'Aldous Huxley.
El seu altre gran llibre sobre el tema de les drogues és Annäherungen. Drogen und Rausch, (Apropaments. Drogues i ebrietat), del 1970. Aquesta obra, en la qual l'autor encunyà el terme psiconautes (navegants de la psique), exposa les nombroses experiències de Jünger amb diversos tipus de substàncies psicoactives, tant enteogèniques com estimulants o opiàcies. Cap al 1977, escrigué una altra de les seves obres més conegudes, Eumeswil, en què sobresurt la figura de l'"anarca", personatge preconfigurat per Albert Camus al seu llibre L'homme révolté el 1951.
Un dels seus darrers textos és Die Schere (La tisora), publicat el 1989, quan Jünger tenia ja 95 anys. De gran valor històric i literari són els seus diaris de la Segona Guerra Mundial (Radiacions). En l'actualitat, es considera la seva obra com una de les majors contribucions a la literatura en llengua alemanya al segle xx.
Va morir 17 de febrer del 1998 amb 103 anys.

## Traduccions al català
- Jocs africans. Edicions de la Magrana, col·lecció Venències. Traducció de Marta Pera. 1988.
- El problema d'Aladí. Edicions Proa, Biblioteca A tot vent. Traducció de Núria Roig. 1990. ISBN 9788477391579
- En els espadats de marbre. Edicions 62, Les millors obres de la literatura universal / Segle XX. Traducció de Francesca Martínez. 1990. ISBN 9788429730579
- Diaris de París (1941-1944). Edicions 62, Les millors obres de la literatura universal / Segle XX. Traducció de Joan Fontcuberta. 1993. ISBN 9788429736670